# Ora media
Nella liturgia delle ore, l'Ora Media è la preghiera da recitarsi a metà del giorno.
Nel breviario romano le cosiddette "Ore minori", che si recitano durante la giornata, sono:
- Prima, alle 6 del mattino
- Terza, alle 9
- Sesta, alle 12
- Nona, alle 15.

Con la riforma liturgica successiva al Concilio Vaticano II è stata abolita l'ora di Prima. Al clero secolare è stato inoltre permesso di recitare soltanto una qualsiasi delle ore Terza, Sesta e Nona, pratica che viene anche seguita da quei laici secolari che scelgono di assumere la Liturgia delle ore come propria struttura di preghiera, e dai religiosi che non si dedicano alla vita contemplativa.
Ciascuna delle tre Ore Medie, si compone di un inno, tre salmi o parti di salmi, la lettura di un breve brano della Bibbia seguita da un versetto e da una orazione finale.

## Liturgia precedente la riforma di Paolo VI
Nella liturgia tradizionale secondo il rito romano antico, fatta eccezione l'ora di Prima (per cui si veda la pagina relativa), si segue lo schema seguente. Le Ore medie devono essere recitate tutte, anche perché presentano salmodia diversa l'una dall'altra.
- Segno di croce con l'invocazione: ℣ Deus in adiutorium meum intende. ℟ Domine ad adiuvandum me festina, seguita dal Gloria Patri e dall'Alleluia (o dal Laus tibi in Quaresima)
- Un inno ecclesiastico: Nunc sancte, nobis, Spiritus a Terza, Rector potens, verax Deus a Sesta, Rerum, Deus, tenax vigor a Nona.
- Una salmodia di tre salmi o parti di salmi, al termine di ciascuno dei quali si dice il Gloria Patri. La salmodia è preceduta e conclusa da un'antifona tratta dal proprio del tempo oppure dal Comune o dal Proprio nelle feste. L'antifona è una sola, e si dice all'inizio del primo e alla fine del terzo salmo, e non tra i vari salmi.
- Il canto del capitulum, breve brano scritturale principalmente tratto dalle epistole neotestamentarie. Si prende sempre dal proprio del tempo nelle ferie e nelle domeniche e dal Comune o dal Proprio nelle feste. Al termine di esso, si risponde come di consueto Deo gratias.
- Un responsorio breve costituito dall'alternanza di versetti di ispirazione biblica e il Gloria Patri.
- Un versetto di derivazione biblica.
- Salutato il popolo con il Dominus vobiscum, l'Orazione (quella del giorno nelle feste, quella della domenica o quella propria nelle ferie).
- Saluto finale (Dominus vobiscum) seguito dal Benedicamus Domino e dall'invocazione Fidelium animae per misericordiam Dei requiescant in pace.

Secondo le rubriche del 1962, qualora l'ufficio non sia celebrato pubblicamente, i saluti Dominus vobiscum sono sostituiti dall'invocazione ℣ Domine exaudi orationem meam. ℟ Et clamor meus ad te veniat.